# Умар I (емір Криту)
Абу Хафс Умар I (араб. أبو حفص‎; д/н — бл. 855) — 1-й володар Критського емірату в 828—855 роках. У візантійських джерелах відомий як Апохапс. Мав прізвисько аль-Галіз, тобто «Гладкий» або «Повнотілий».

## Життєпис
Походження достеменно невідоме. Син Шу'яба ібн Іси. Народився у м. Бітраві в місцині Фахс аль-Балут (на північ від Кордови). 818 року брав участь у повстанні в Аль-Рібаду, передмісті Кордови, проти кордовського еміра Аль-Хакама I. Після придушення повстання 10 очільників було страчено. Частина повсталих втекла до держав Ідрісідів і Аглабідів. Спільно з якимось Яґєю Умар очолив групу за різними відомостями 10-15 тис. осіб, що прибула до Єгипту. Десь на початку 819 року вони висадилися в околицях Олександрії. Тут вже з 799 року існувала громада андалузьких арабів. Скориставшись місцевими заворушеннями, за підтримки берберів вдалося захопити місто. Звідси почали здійснювати піратські напади на узбережжя візантійської імперії. 824 року здійснено перший потужний напад на Крит.
825 року під загрозою знищення військами валі Абдалли ібн Тахіра на 40 суднах разом з 12 тис. андалузців (з них 3 тис. були вояками) рушив до Криту, де зміг захопити більшу частину острова до 827 року.
Спочатку своєю резиденцією обрав місто Гортин. У 826 і 827 роках завдав поразки візантійцям на суходолі та біля острова Кос. У 828 році заснував столицю Хандак. На той час міцно закріпився на Криті. Визнав зверхність багдадського халіфа Абдуллаха аль-Мамуна. Натомість останній закріпив за Умаром I та його нащадками титул еміра.
Розпочав численні напади на острови в Егейському морі, захопивши частину Кікладських островів. 828 року сплюндрував острів Егіну. Втім невдовзі візантійські флот на чолі з Оріфою перейшов у наступ. 829 року відбулася важлива битва біля о. Фасос, де Умар I здобув перемогу. Завдяки цьому було відкрито шлях до усіху на Балканських і Малоазійських берегах Егейського моря.
З 830 року діяв спільно з халіфським флотом із Сирії та Єгипту. У 835—840 роках флот еміра декілька разів грабував острів Евбею. В 837 році — Лесбос і узбережжі феми Фракісій, де був знищений монастирський центр на горі Латрос. Критські араби були розбиті у Фракісії лише у 841 році стратегом Костянтином Контомітом.
843 році Умар I зазнав нападу візантійського війська на чолі з логофетом Феоктистом, який захопив значну частину Криту. Водночас візантійці знищили сирійський флот халіфа. В цій складній ситуації логофет через внутрішні інтриги при імператорському дворі повернувся до Константинополя. Цим скористався Умар I, що завдав поразки візантійцям на острові, повернув втрачені землі.
853 року не зміг завадити нападу візантійців на Дамієту в Єгипті, яку було пограбовано. Помер близько 855 року. Йому спадкував син Шу'яб I.